# Tytanozaur
Tytanozaur – zauropod z rodziny tytanozaurów. Jego skamieliny są znane z formacji Lameta w Indiach, a skamieliny przypisanych do niego gatunków także z Europy i Ameryki Południowej. Osiągał 9–12 m długości i ok. 13 t wagi. Jego nazwa oznacza "tytaniczny jaszczur" i odnosi się do tytanów, którzy byli bogami w mitologii greckiej. Występował w mastrychcie (późna kreda). Rodzaj ten był długo traktowany jako "takson worek", do którego gatunków zaliczano fragmentaryczne skamieliny, znalezione w różnych miejscach świata. Opisany na podstawie kości kończyn i kręgów. W ciągu lat zaliczono do tego rodzaju bardzo wiele gatunków, na podstawie kilku cech wspólnych. Obecnie jest on uważany za nomen dubium - rodzaj niepewny. Najbardziej znany gatunek - T.colbert jest obecnie uważany za synonim rodzaju Isisaurus. 
Gatunki: 

Titanosaurus indicus Lydekker, 1877  

Titanosaurus  australis Lydekker, 1893 = Neuquensaurus australis 

Titanosaurus blandfordi Lydekker, 1879=  Titanosaurs indicus 

Titanosaurus colberti Jain i Bandyopadhay, 1997 = Isisaurus colberti 

Titanosaurus dacus Nopcsa, 1915 = Magyarosaurus dacus 

Titanosaurus  nanus  Lydekker, 1893 nomen dubium = Neuquensaurus australis ? 

Titanosaurus robustus  Huene, 1929 nomen dubium = Saltasaurus loricatus ? 

Titanosaurus falloti Hoffet, 1942 nomen dubium =Titanosauria incertae sedis 

Titanosaurus lydekkeri Huene, 1929 nomen dubium = Titanosauria incertae sedis 

Titanosaurus  madagascariensis Deperet, 1896 nomen dubium = Titanosauria incertae sedis 

Titanosaurus montanus  Marsh, 1877 nomen dubium = Sauropoda incertae sedis 

Titanosaurus  rahioliensis  Mathur and Srivastava, 1987 nomen dubium = Sauropoda incertae sedis 

Titanosaurus valdensis  Huene, 1929 nomen dubium= Titanosauria incertae sedis 